# 天空のゆりガーデン
天空のゆりガーデン（てんくうのゆりガーデン）は、宮城県仙台市の泉ヶ岳で開催されるゆり祭り。

## 概要
仙台市の北西部にある泉ヶ岳の北東側斜面、夏のスプリングバレー泉高原スキー場の展望広場で開催される。
リフトに乗車すれば約8分、標高900ｍの展望広場（会場）に2015年は、15万輪のゆりが咲く。

## 開催日/場所
- 7/11～8/30（開催年によって異なる）
- 宮城県仙台市泉区福岡字岳山14-2 スプリングバレー泉高原スキー場 展望広場（展望リフト山頂部）

## 沿革
- 2009年（平成21年） - ユリ8,000球
- 2014年（平成26年） - 25,000球
- 2015年（平成27年） - 花にして15万輪

## 展望リフト営業期間
2015年7月11日（土）～10月25日（日）。5月30日～毎週土・日、祝日は営業。9月以降毎週火曜定休。(9月22日、10月13日は除く）
- 営業時間
  - 10:00～16:00（上り最終15：30）
- 利用料金
  - 大人往復 1,100円（片道800円）
  - 小人往復　700円（片道500円）[2]

## 主催
- スプリングバレー泉高原スキー場

## アクセス
- 東北自動車道・泉ICより車で25分

駐車場　普通車1,000台（冬季営業期間の年末年始と土日休日が500円/日、平日は無料）